# レモホン

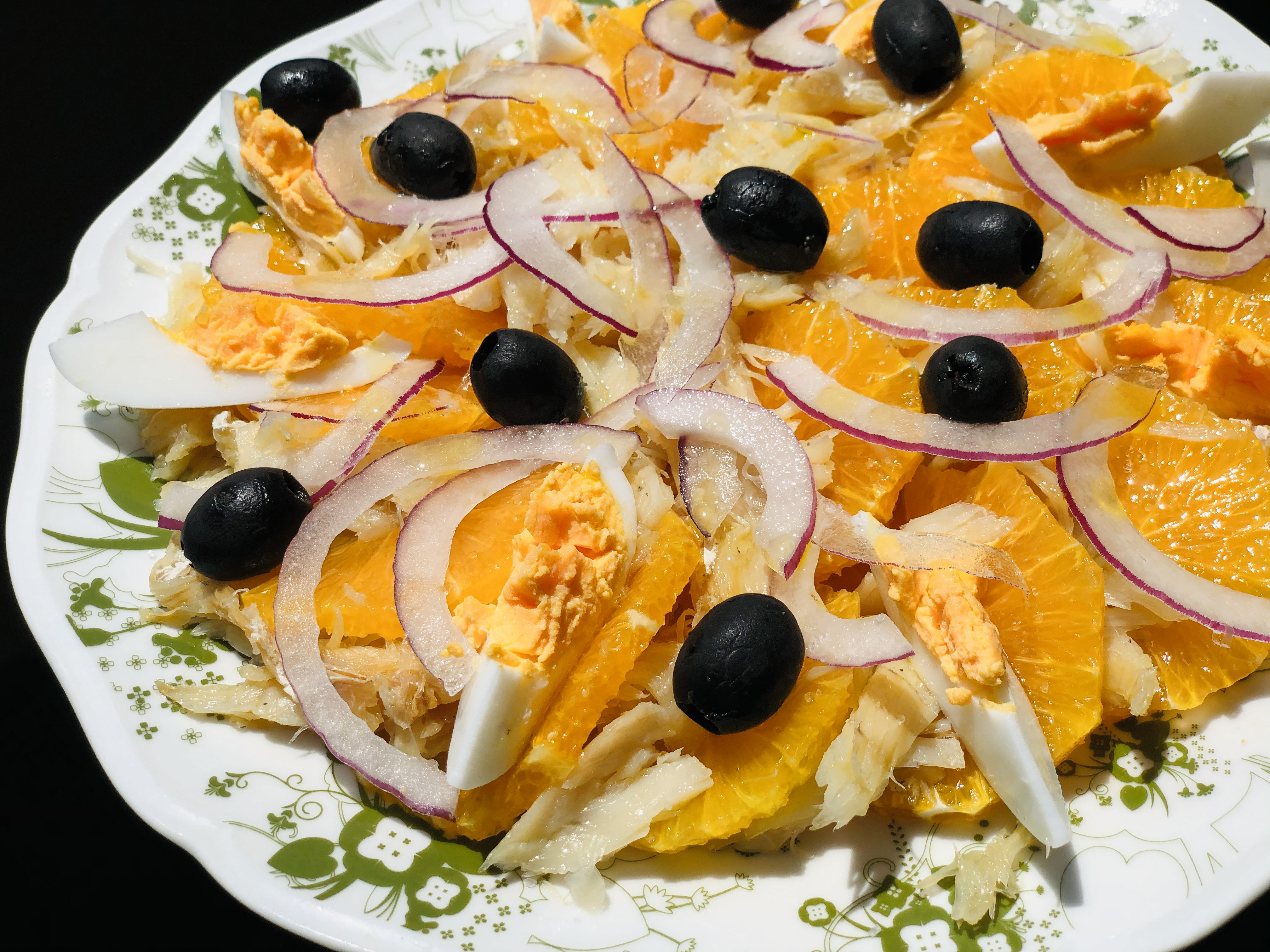
レモホンの盛り付け例

レモホン（スペイン語：remojón）は、スペイン・アンダルシア州グラナダ県などで食されるスペイン料理。主要な食材としてオレンジが使用され、スペイン語では「remojón de naranja」（オレンジのレモホン）とも呼ばれる。

## オレンジのサラダ
レモホンは「グラナダの伝統的なサラダ」などと説明され、アンダルシア州グラナダ県の料理として知られている。また、アンダルシア州ハエン県の料理としても知られる。レモホンには様々なバリエーションが見られ、使用される材料も多様であるが、一般的なレモホンに共通した材料としてオレンジとオリーブ油が挙げられる。このため、レモホンは「オレンジのサラダ」や「オレンジの油あえ」だと理解される。

## バリエーション

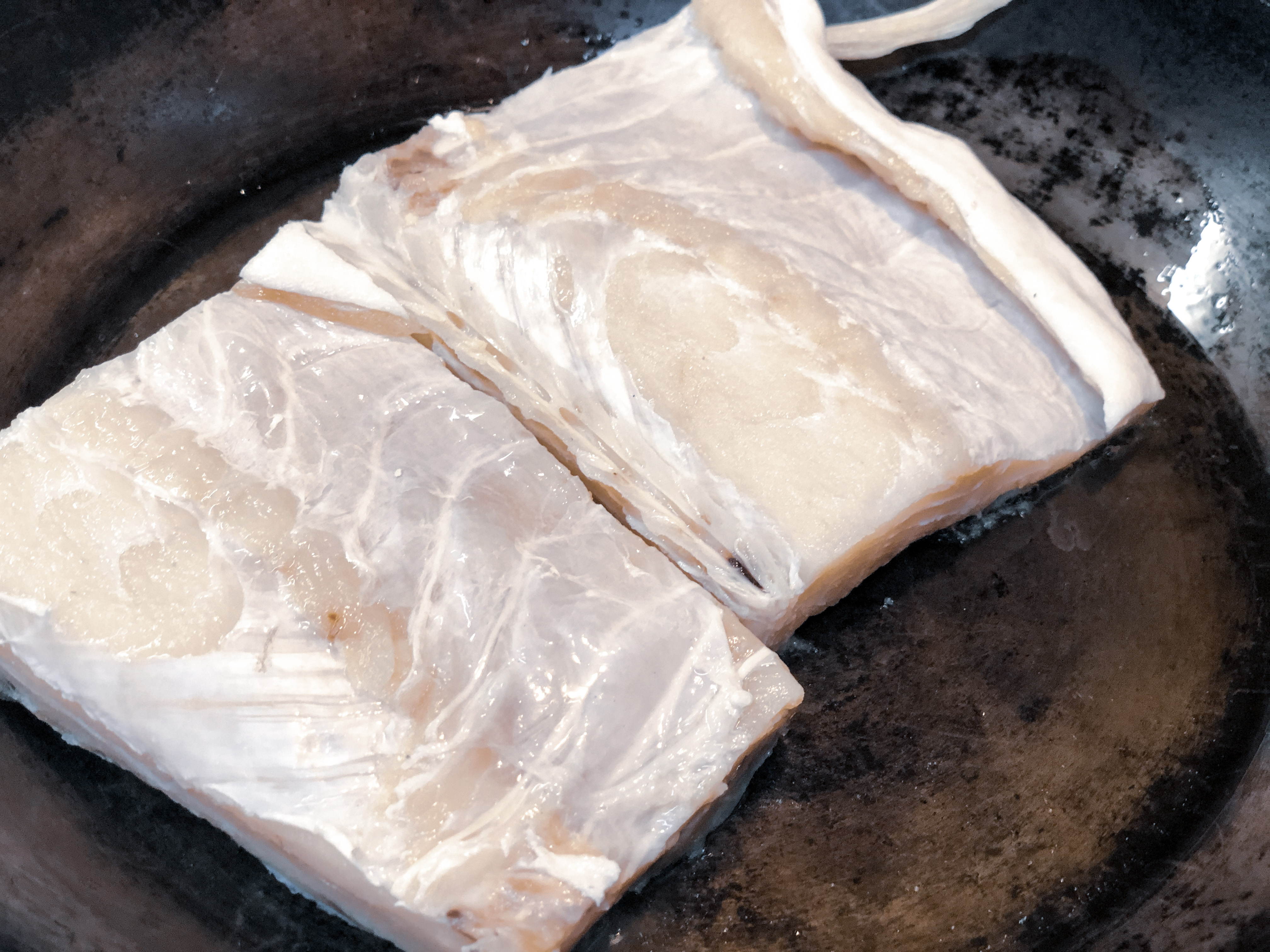
調理中の干しダラ。remojón de naranja y bacalaoの材料の1つである。

レモホンには様々なバリエーションがあり、野菜や果物だけでなく調理後に冷ました魚介類のタラを使う場合がある。レモホンは食事の際の料理の1品としてのみならず、砂糖で甘く味付けして、デザートなどとして食べる場合もある。